# Malinalco
Malinalco ist eine mesoamerikanische Kultstätte der Azteken im südwestlichen Teil des mexikanischen Bundesstaats Mexico. 

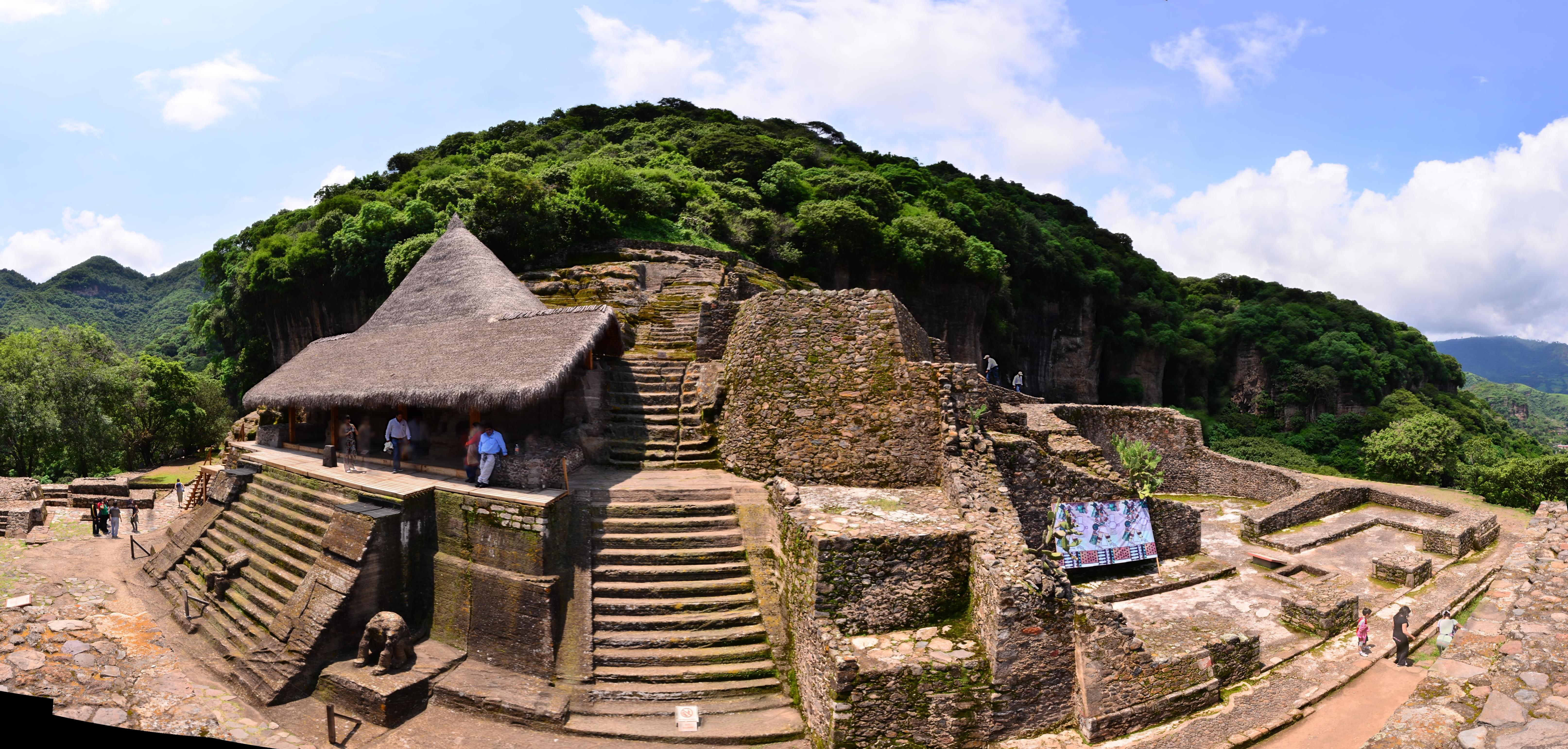
Malinalco – Panorama der Kultstätte

## Lage
Die archäologische Stätte liegt im Tal von Toluca, rund 75 km (Fahrtstrecke) südsüdöstlich der Stadt Toluca bzw. knapp 100 km südwestlich von Mexiko-Stadt am Rand des modernen Ortes Malinalco. Sie befindet sich ungefähr 200 m oberhalb des Ortes in einer Höhe von ca. 1940 m.

## Geschichte
Die Region von Malinalco gehörte in vorspanischer Zeit zum Herrschaftsgebiet der Matlatzinca, die unter dem Herrscher Axayacatl um das Jahr 1476 von den Azteken erobert wurde. Nach Angaben in den Aztekencodices wurden von 1501 bis ungefähr 1515 in Malinalco Bauarbeiten durchgeführt, bei denen es sich um den Komplex des Felsentempels handeln dürfte. Die Anlage datiert aus den letzten Abschnitten des Postklassikums.

## Tempelanlage
Die Tempelanlage liegt auf einem Absatz des Berges, der künstlich erweitert wurde. Am Abhang des Berges befindet sich ein Brunnenheiligtum mit aus dem Fels gearbeiteten Treppen und Terrassen, das auch heute noch eine Stätte der Verehrung ist.

### Felsentempel

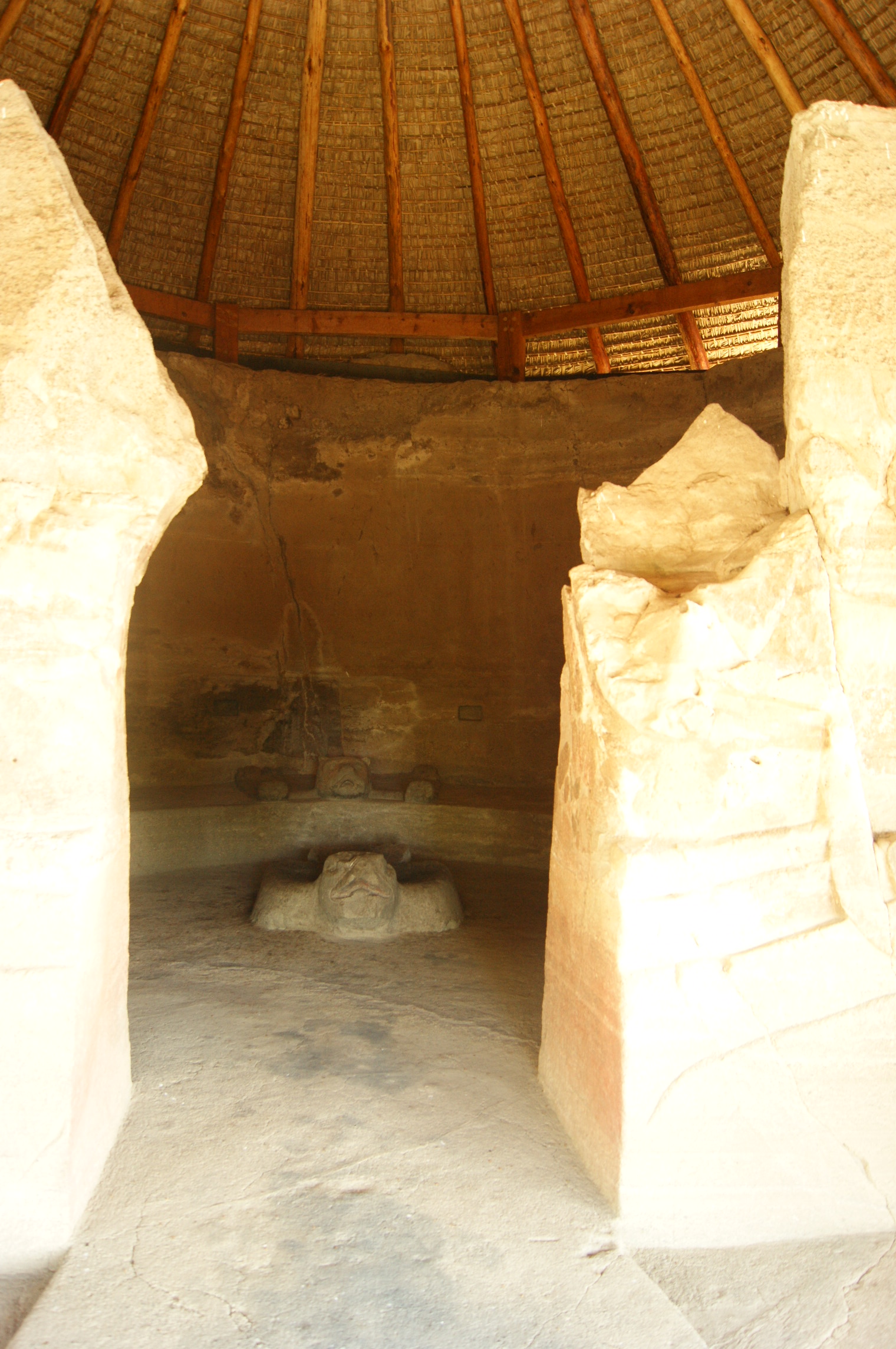
Runder Felsentempel

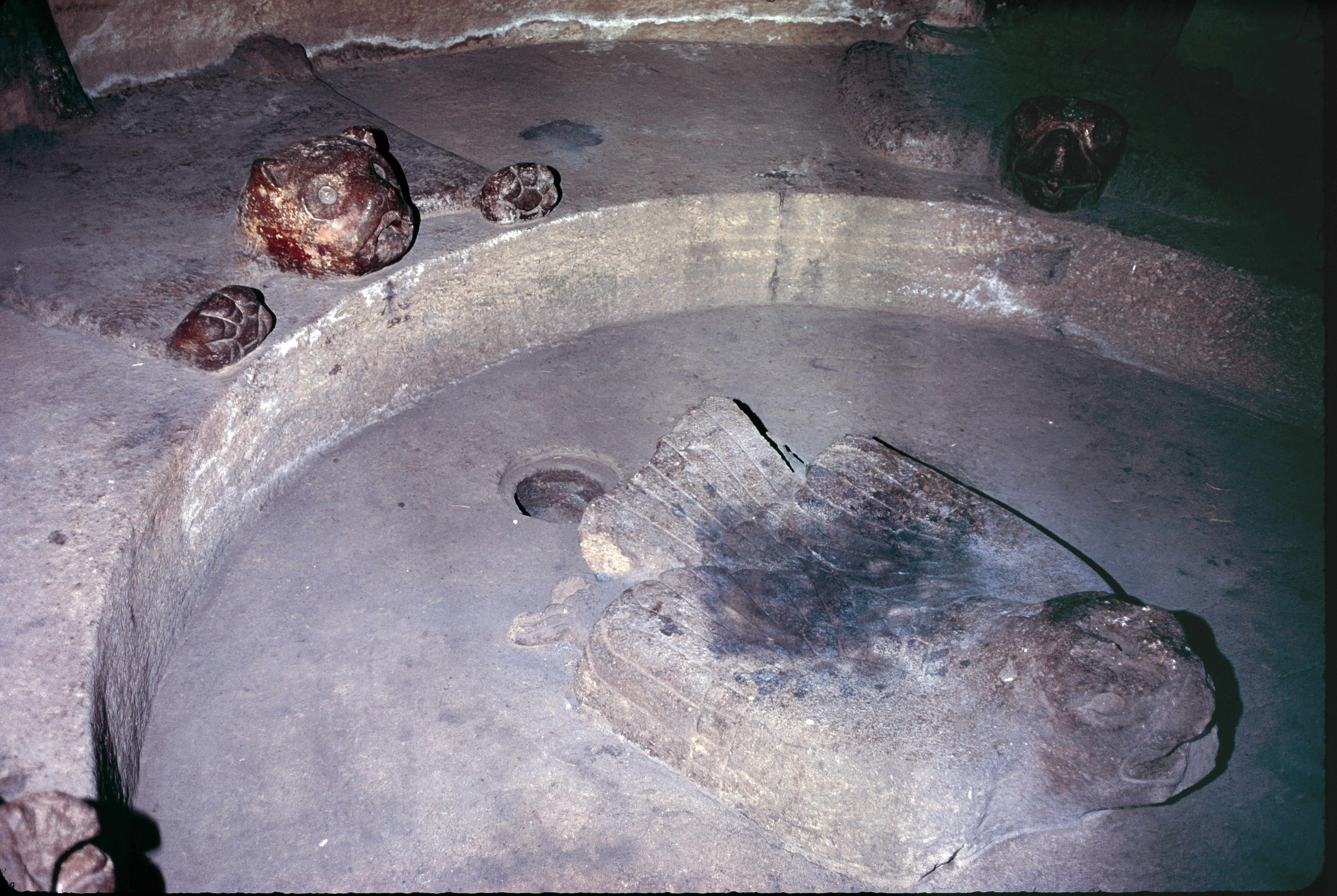
Inneres des Felsentempels

Der Felsentempel, der auch als Monument 1 bezeichnet wird, ist ein in Mesoamerika einzigartiges Bauwerk. Es handelt sich hierbei nicht um einen richtigen Höhlentempel, da nur der Pyramidensockel und die Umfassungswände aus dem Felsen herausgearbeitet wurden; der Innenraum ist jedoch nicht von Fels überdeckt. Das Felsmaterial ist verhärtete vulkanische Asche in verschiedenen Bändern. 
Das Bauwerk besteht aus zwei Teilen. Der untere Teil erscheint als ein aus dem Fels herausgearbeiteter Pyramidensockel, tatsächlich ist jedoch nur die Front entsprechend gestaltet. Im Zentrum verläuft eine Treppe mit 13 Stufen, die von breiten Treppenwangen eingerahmt ist. Im unteren Drittel der Treppe sind die Reste einer menschlichen Figur zu erkennen, ein Standartenträger. Zu beiden Seiten der Treppe sind vollplastische Figuren von sitzenden Jaguaren angeordnet. Rechts neben dem Pyramidensockel läuft eine aus dem Felsen herausgearbeitete Treppe zum Dachniveau des Tempelgebäudes.
Das eigentliche Tempelgebäude besteht aus einem kreisrunden Innenraum, der – wie die Fassade – aus dem Felsen herausgeschnitten ist. Die Fassade ist glatt, sie wird von einem niedrigen Tor beherrscht, das in den Innenraum führt und das in späterer Zeit durch einen Blitzschlag aufgebrochen wurde. Das Tor ist von der Linienzeichnung eines enormen Rachens eines Reptils umrahmt, das das Erdmonster darstellt. Seine gespaltene Zunge reicht aus dem Tor auf die vor der Fassade liegende Terrasse hinaus. Trotz völlig anderer stilistischer Gestaltung wird hier dieselbe Thematik abgehandelt, die in der Mayakultur, in den Stilregionen des Chenes und des Rio Bec als Schlangenmauleingänge auftritt.
Neben dem Toreingang sind zwei vollplastische Darstellungen zu sehen: links ein trommelförmige Struktur, auf der einst eine menschliche Figur gestanden haben dürfte, von der nur noch die Füße erkennbar sind, rechts eine Schlange, auf der eine sitzende Figur ruht. Der Körper der Schlange ist mit Gräsern bedeckt, die in der aztekischen Sprache als malinalli bezeichnet werden, was an den Namen des Ortes erinnert.
Im Innenraum, der knapp 6 m Durchmesser aufweist, befindet sich eine die hintere Hälfte der Wand entlang führende niedrige Sitzbank, auf der drei aus dem Stein gearbeitete Tierbälge als Sitzkissen liegen. In der Mitte handelt es sich um einen Jaguar, zu den beiden Seiten und auf dem Boden in der Mitte des Raumes sind es Adler. Hinter dem zentralen Adler befindet sich eine runde, ungefähr 30 cm tiefe und breite Vertiefung, vermutlich für Opfer.
Vom originalen Dach des runden Tempels sind keine Spuren erhalten. Die heute angebrachte Konstruktion dient in erster Linie dem Schutz des Monumentes, sie orientiert sich aber an Zeichnungen für entsprechende Tempeldächer in den Codices. Oberhalb des modernen Daches befinden sich im Felsen Ableitungsrinnen für das Regenwasser.

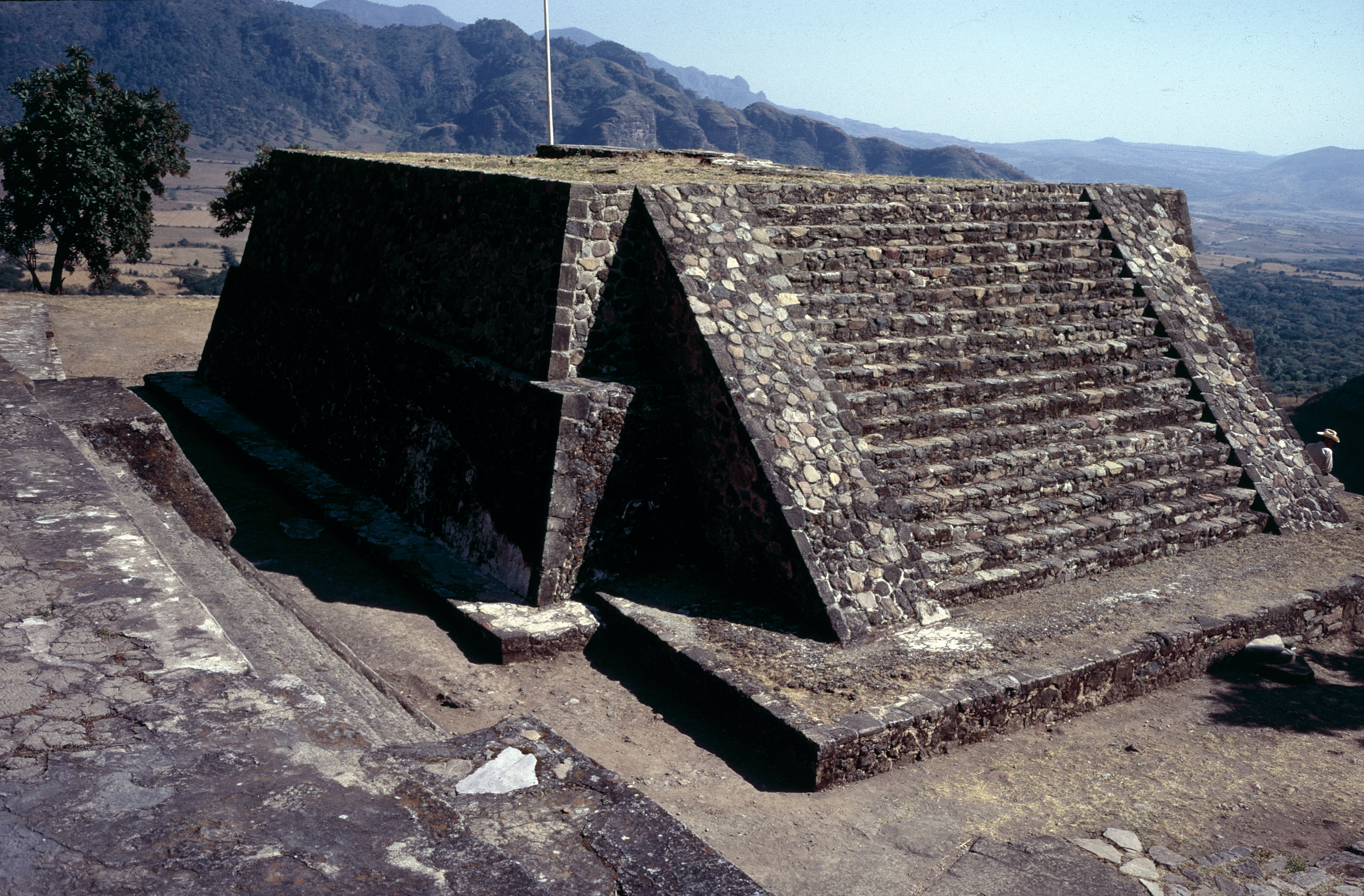
Gebäude 2

### Gebäude 2
Schräg vor dem Felsentempel befindet sich ein stark rekonstruierter Pyramidenbau mit zwei Stufen. Eine breite, seitlich begrenzte Treppe führt vom kleinen Platz vor dem Felsentempel hinauf zur Pyramidenplattform, auf der sich ehemals ein aus Ästen, Zweigen, Palmblättern, Schilf und/oder Gras gefertigter Tempel erhob.

### Gebäude 3

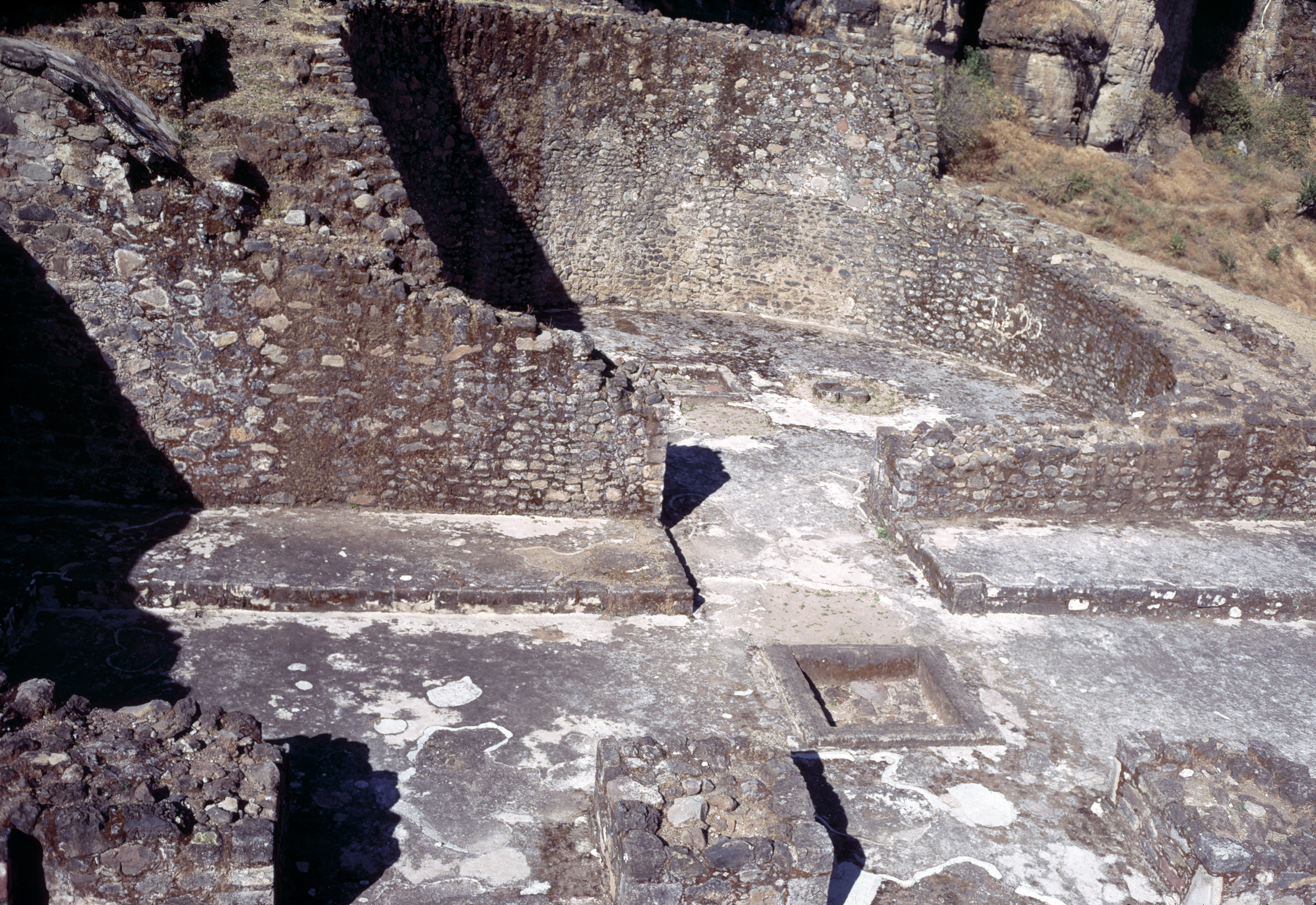
Gebäude 3

Neben dem Felsentempel befindet sich auf dem Niveau des Zuganges ein größerer Rundbau mit Pfeiler-Portikus, der zum größten Teil aus Mauerwerk besteht. Im Portikus verläuft eine steinerne Sitzbank. Zur Zeit der ersten Untersuchungen waren dort Spuren von Wandmalereien sichtbar, die Krieger in einer Prozession zeigten. Skulpturen oder anderer Bauschmuck sind nicht erhalten.

### Gebäude 4

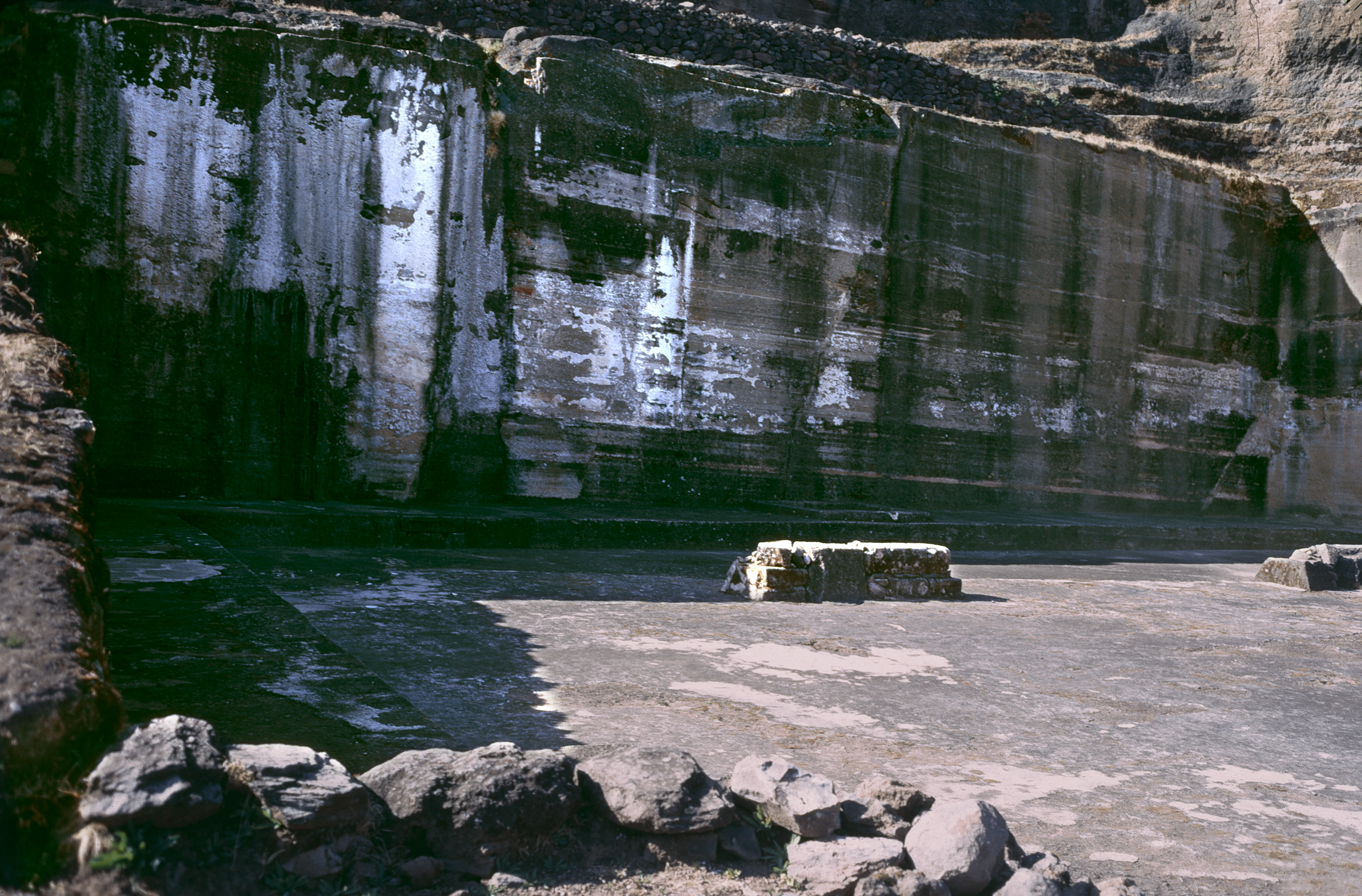
Gebäude 4

Im rechten Winkel zum Felsentempel und seinem Nachbarbau liegt ein großer, annähernd rechteckiger Raum, der beinahe völlig aus dem Felsen geschnitten ist. Der Raum war vermutlich auf eine unbekannte Weise überdacht, worauf die beiden Sockel in der Mitte des Raumes hinweisen. Ähnlich wie beim Felsentempel läuft auch hier die Rückwand entlang ein niedriger Sockel, auch hier finden sich Vertiefungen im Boden. Man kann spekulieren, dass dieses Gebäude errichtet wurde, um einer größeren Zahl von Menschen die Teilnahme an den Zeremonien zu ermöglichen als dies im Felsentempel der Fall gewesen sein kann. 

### Bergheiligtum
Auf der Spitze des Berges befinden sich weitere Plattformen und Mauerzüge sowie Pyramidensockel und Reste von Wohngebäuden. 